# بازی (فیلم ۱۹۹۵)
بازی (به هندی: Baazi) فیلمی محصول سال ۱۹۹۵ و به کارگردانی آشوتوش گواریکر است. در این فیلم بازیگرانی همچون عامر خان، مامتا کولکارنی، پارش راوال، ساتیش شاه، موکش ریشی ایفای نقش کرده‌اند.
موفقیت عامر خان در این فیلم سبب شد تا ۴ سال بعد او را باری دیگر برای نقش افسر پلیس در فیلم غیرت (فیلم ۱۹۹۹) انتخاب کنند که به یکی از بهترین اجراهای عامر خان به عنوان یک مرد جدی تبدیل شد.

## داستان
داستان با گروهی از مردم که در یک اتوبوس مسافرت می‌کنند شروع می‌شود. اتوبوس در راه خودش متوقف می‌شود و دسته ای اراذل و اوباش وحشیانه وارد اتوبوس می‌شوند و زمانی که مردی می‌خواهد مانع ورود آنها شود دست به خشونت می‌زنند. سپس اتوبوس برای صرف چای و استراحت توقف می‌کند و در همین زمان کاروانی که در حال گذر هست را مورد حمله قرار می‌دهند و قاتلان سعی می‌کنند فردی را که داخل یکی از ماشین‌ها است بکشند. مردی با استفاده از سرعت خود حمله را خنثی می‌کند و فردی را که در حال کشتن دیگران بود دستگیر می‌کند و بقیه می‌توانند از صحنه درگیری فرار کنند.
این مرد بازرس عامر دامجی (عامر خان) هست و معلوم می‌شود نخست‌وزیر ویشواسرائو چوودوری شخص داخل ماشن هست که تحت تأثیر کار عامر قرار می‌گیرد و تصمیم می‌گیرد تا مأموریت دستگیری کسانی که پشت اختلاس بزرگ بودند را به او بدهد و عامر قول می‌دهد که با تمام توان خود مأموریت خود را انجام دهد.
معلوم می‌شود که چابی (معاون وزیر) کسی که اختلاس را انجام داده بود برای اطمینان و جلوگیری از دستگیر شدن آدم‌کش‌ها را اجیر کرد تا به وزیر حمله کنند و او را بکشند. عامر تلاش می‌کند تا از پشت پرده این جنایت با خبر شود و این شروع نزدیک شدن سبب آزار وزیر می‌شود. سپس وزیر عامر را برای قتل دختر پلیس کمیسر مازوندر دستگیر می‌کند.
عامر بعد از مبارزه طولانی با راگو قاتل اصلی بین چند نفر دیگر از زندان فرار می‌کند. سپس او نقشه می‌کشد تا به عنوان یک زن مخفی شود تا مردی که پشت همه این جریان‌ها هست را پیدا کند. عامر چابی را پیدا می‌کند و متوجه می‌شود او مردی است که پدر و مادرش را کشته‌است. در آخر آدم‌کش‌های چابی هر کسی را در برج 12_Story گروگان می‌گیرند و تلاش می‌کنند بار دیگر به Cm حمله کنند. اما عامر به آرامی و با اطمینان گروگان‌ها رو آزاد می‌کند. سپس چابی سعی می‌کند که با هلیکوپتر از روی تراس فرار کند اما عامر جلوگیری می‌کند و در نهایت او را به دیش ماهواره می‌کوبد. چابی را برق می‌گیرد و می‌میرد. عمر توسط CM و پلیس کمیسر تشویق می‌شود.

## بازیگران
- عامر خان (بازرس امر دامجی راتور)
- مامتا کولکارنی (سانجانا روی)
- پارش راوال (معاون کمیسر چاتورودی)
- موکش ریشی (راگو)
- اشیش ویدیارتی (شیوا)
- آوتار گیل (بازرس دیشپاند)
- مشتاق خان (بازرس جامدار)
- کولبوشان کارباندا (کمسیر مازومدار)